# Old. Bendl a ing. Jos. Rusý. První královéhradecká továrna na překližované desky, dýhy a parní pila
Old. Bendl a ing. Jos. Rusý. První královéhradecká továrna na překližované desky, dýhy a parní pila byla plotišťská dřevozpracující firma, která fungovala v letech 1928-1945.

## Historie
Firma vznikla 1. ledna 1928 v Plotištích nad Labem na místě koupené parní pily (postavena v roce 1924 Josefem Machatým) firmy KNESPL, KVAPIL & SVOBODA, parní pila a velkoobchod dřívím, PLOTIŠTĚ NAD LABEM (do roku 1925 Akciová společnost pro zužítkování lesů a dříví Praha), jejíž objekt předchozího roku vyhořel. Tato nová továrna zaměstnávala od svého počátku 40 dělníků a poměrně se jí dařilo, neboť již v roce 1929 přistavěla skladiště pro výrobky. Je však možné, že důvodem k výstavbě byl pravý opak, neboť probíhající světová hospodářská krize mohla firmu dohnat k výrobě na sklad a tím pádem nebylo výrobky kam uschovat.
Tuto teorii však nepotvrzuje vývoj v následujících letech. V roce 1930 se firma stavebně rozšířila, nabrala i větší počet pracovníků a v následujícím roce přistavěla navíc sušárnu na dříví. Další rozšíření proběhlo v roce 1932.
16. ledna 1934 si firma patentuje klížicí fólie s vložkou (patentový spis č. 54667, chráněno od 15. listopadu 1935), což přineslo do klížení dřeva malou revoluci, neboť vynikaly znamenitou schopností uskladňovací, pružností, stálou lepivostí a zejm. umožňovaly klížit přirozeně vlhké, čerstvě řezané dýhy, aniž by došlo vlhkostí k zředění klihu a on tím ztratil na klíživosti.
V roce 1934 již firma zaměstnávala 320 dělníků a výroba se orientovala na překližované desky truhlářské, letecké, klosetová sedadla, překližované sudy, skříňky pro rádia, gramofony apod. V tomtéž období měla 3 parní stroje (kotle) o velikosti 75 m², 85 m² a 120 m²; první stroj o 120 HP, druhý o 150 HP. Mimo to vlastnila 2 elektrické generátory o 25 kW a 40 kW a 42 různých motorů pro pohon obráběcích strojů. Kromě toho přistavěla na severní straně další skladiště.
O rok později v podniku pracovalo 310 dělníků a 25 úředníků. Závod byl ještě dále rozšířen značnými investicemi a jakost výrobků značně zdokonalila nová výše popsaná metoda. Bohužel výrobní kapacita nebyla plně využita, a to vzhledem k odbytovým těžkostem. Teprve v posledním čtvrtletí došlo k mírnému zlepšení odbytu.
I v roce 1936 byla firma, sídlící v objektu čp. 211, největším zaměstnavatelem v Plotištích nad Labem. Tehdy zde bylo v pracovním poměru 30 úředníků a 390 dělníků. Za rok 1936 firma zpracovala 6 000 m³ dřeva domácího původu a 4 000 m³ dřeva dovezeného z ciziny. Znovu došlo k rozšíření závodu, tentokrát šlo o novou jednopatrovou tovární budovu o rozměrech 25 m x 8 m a zřízení 2 nových sušárenských teplovzdušných komor. Firma na sebe upozornila také tím, že se se svými překližkami zúčastnila výstavby krkonošského hotelu Černý.
Rozšiřování firmy se nezastavilo ani v roce 1937, kdy došlo k pronájmu sousední louky a pole za náhonem od Ing. Františka Součka, aby zde vznikl nový sklad materiálu. Vzrostl i počet zaměstnanců (465), a to vše jen díky tomu, že byla provedena částečná racionalizace podniku a poptávka po výrobcích této firmy mnohonásobně vzrostla. Ve 30. letech se firma stala prvním a jediným čs. výrobcem pancéřových překližovaných desek.
V hospodářsky slabším roce 1938 se početní stav zaměstnanců ustálil na 480 dělnících a 50 úřednících a dílovedoucích. Továrna byla poháněna 1 parním strojem o 220 HP, 1 parním strojem o 150 HP a 3 parními kotli o 275 m² výhřevné plochy (120 m², 80 m² a 75 m²). Závod byl tehdy vybaven 60 obráběcími stroji, Kromě toho zde byly 2 elektrárny na 100 a 50 kVA, které vyráběly elektrický proud k pohonu 25 elektrických motorů.
Do života firmy, jejímž dalším společníkem byl Ing. Antonín Pavlíček ze Svobodných Dvorů, však zasáhla německá okupace, která se tak stala největším problémem v úspěšném rozvoji firmy. Naštěstí si k dosavadní produkci vybrala i výrobu nábytku, který byl v době různých náhražek a všeobecného šetření považován za velmi kvalitní.
Hřebíčkem do rakve této firmy se stalo poválečné znárodnění a požár v říjnu 1947, který způsobil škodu asi 10 milionů Kčs. Dalším velkým problémem bylo přestěhování překližkárny do slovenských Žarnovic a následná specializace provozu na výrobu sudů, dveří a podobných produktů.